# Nobuo Fujita
Nobuo Fujita (藤田信雄?, Fujita Nobuo; 1911 – Tsuchiura, 30 settembre 1997) è stato un militare giapponese.
Pilota della marina imperiale giapponese, pilotò un idrovolante imbarcato sul sommergibile oceanico I-25, effettuando due bombardamenti e lanciando bombe incendiarie sullo stato dell'Oregon. I bombardamenti effettuati da lui furono gli unici attacchi condotti da aerei giapponesi sul suolo continentale degli Stati Uniti.

## Biografia e attività militari
Nobuo Fujita si arruolò nella Marina imperiale giapponese nel 1932, ottenendo nel 1933 il brevetto di pilota. Aveva un fratello minore che perì nel corso della seconda guerra mondiale.

### Operazioni di Pearl Harbor e sulla costa occidentale degli USA
Nel corso dell'attacco di Pearl Harbor (7 dicembre 1941) Fujita era imbarcato sul sommergibile oceanico I-25, il quale pattugliava una linea 104 miglia a Nord di Oahu. L'aereo di Fujita, un idrovolante Yokosuka E14Y "Glen", a causa di un malfunzionamento non venne lanciato, quindi egli non poté partecipare alla missione di ricognizione prevista prima dell'attacco.
Successivamente agli eventi di Pearl Harbor, l'I-25 fu utilizzato per pattugliare la costa occidentale degli Stati Uniti con altri 8 sommergibili oceanici. Questo gruppo attaccò unità navali statunitensi, prima di rientrare alla base nell'atollo di Kwajalein, nelle Isole Marshall, dove arrivò l'11 gennaio 1942, per rifornimenti e manutenzione.

### Pacifico meridionale
La missione successiva dell'I-25 fu una ricognizione nei porti australiani di Sydney, Melbourne e Hobart e nei porti neozelandesi di Wellington e Auckland. Il 17 febbraio 1942 Fujita effettuò un volo di ricognizione per individuare le basi aeree di Sydney, in poche ore rientrò al sommergibile, smontò il "Glen" e lo immagazzinò nell'hangar impermeabile.
La missione successiva fu un volo simile su Melbourne: Fujita decollò da Cape Wickham nella King Island, all'estremità occidentale dello stretto di Bass, circa a metà strada fra lo stato di Victoria e la Tasmania; l'idrovolante fu lanciato il 26 febbraio sulla baia di Port Phillip.
Successivamente Fujita effettuò ricognizioni su Hobart (1º marzo), poi il sommergibile si diresse verso la Nuova Zelanda, dove Fujita effettuò un volo su Wellington (8 marzo) ed uno su Auckland (13 marzo). Il volo successivo fu sulle isole Figi (17 marzo). Il sommergibile rientrò alla base, attraccando a Kwajalein il 31 marzo.

### Pacifico nord occidentale
Il 28 maggio Fujita effettuò una ricognizione su Kodiak in Alaska in preparazione all'invasione delle isole Aleutine. Il 21 giugno l'I-25 cannoneggiò la base statunitense di Fort Stevens (Oregon) in prossimità di Astoria, ma l'idrovolante non intervenne nell'azione.

### Bombardamento sugli Stati Uniti

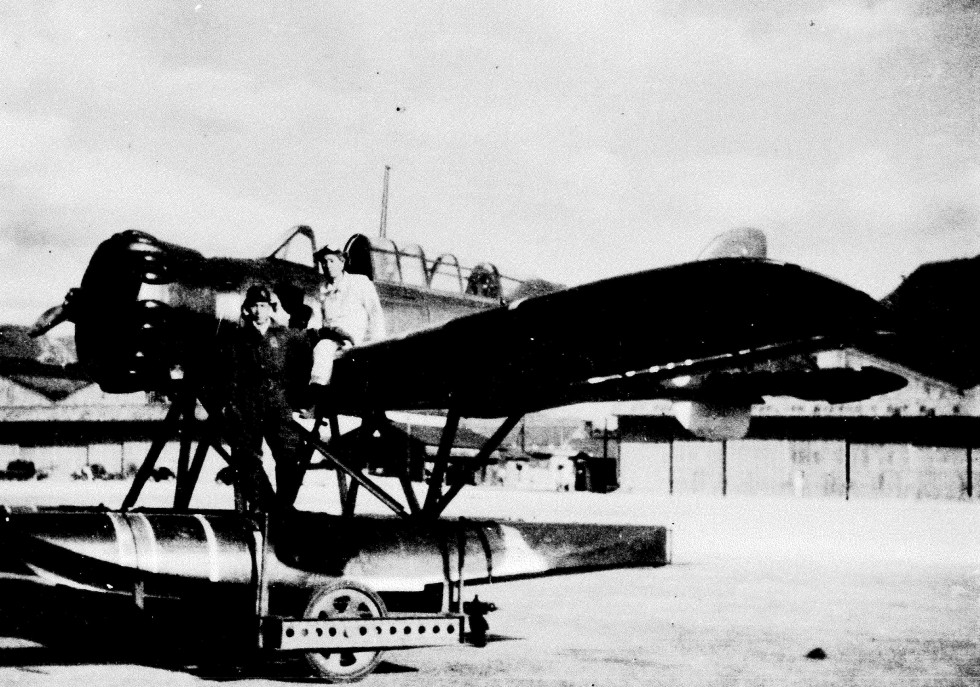
Fujita (in piedi) con il suo idrovolante Yokosuka E14Y

Fu Fujita stesso a suggerire inizialmente l'idea di utilizzare idrovolanti operanti da sommergibili per bombardare bersagli militari, tra cui navi in alto mare, obiettivi sul territorio metropolitano degli Stati Uniti, oltre al canale di Panama, di notevole rilevanza strategica. L'idea venne approvata, e la missione fu assegnata all'I-25. Inoltre avrebbero dovuto essere sviluppati sommergibili destinati all'uso come portaerei, come i giganteschi classe I-400, destinati specificamente all'attacco al canale di Panama.
Alle 6.00 del 9 settembre l'I-25 emerse ad ovest del confine fra Oregon e California. Il sommergibile lanciò il "Glen", sul quale erano imbarcati Fujita (pilota) e Okuda Shoji (navigatore), equipaggiato con un carico bellico di 154 kg, consistente in due bombe da 170 lb ciascuna, contenenti 520 elementi incendiari, capaci di bruciare un'area di 50 m di raggio. Fujita lanciò le due bombe, una sulla cresta Wheeler sul monte Emily, altura della catena delle Klamath Mountains, nell'Oregon, la seconda bomba fu lanciata 10 km ad est della prima. La bomba caduta sulla cresta Wheeler provocò un piccolo incendio, 16 km ad est di Brookings, spento dalla Guardia Forestale statunitense (United States Forest Service). Dato che la notte precedente era piovuto, la foresta era molto umida, quindi le bombe erano state praticamente inefficaci.
L'aereo di Fujita era stato osservato da due persone, Howard Gadrner e Bob Larson, dell'osservatorio per gli incendi di monte Emily, nel parco nazionale di Siskiyou. Due rilevamenti successivi (osservatorio di Chetco Point e osservatorio di Long Ridge) registrarono il passaggio dell'aereo, ma non furono in grado di osservarlo a causa della nebbia. L'aereo fu visto ed udito da molte persone, specialmente durante il sorvolo di Brookings in entrambe le direzioni. Circa a mezzogiorno Gardner e l'osservatorio di monte Emily riportarono l'avvistamento di fumo. I quattro componenti la squadra della Guardia Forestale USA scoprirono che il fumo era provocato da una bomba giapponese. Circa 27 kg di frammenti, compreso il percussore della bomba, furono recuperati e consegnati all'Esercito.
Dopo il bombardamento l'I-25 venne attaccato da un A-29 Hudson del 42nd Bomber Squadron dell'USAAF in pattugliamento, che lanciò tre bombe di profondità, costringendo il sommergibile ad immergersi ed a nascondersi sul fondo al largo di Port Orford. L'attacco statunitense provocò solo danni limitati, quindi Fujita effettuò una seconda sortita tre settimane dopo, il 29 settembre, il decollo avvenne attorno alla mezzanotte. Fujita usò come riferimento il faro di Cape Blanco, dato che la costa era stata oscurata per ordine delle autorità, e, dopo 90 minuti di volo in direzione est, sganciò le bombe in un'area indicata come Grassy Knobs, a qualche chilometro da Port Orford e riferì di aver osservato incendi, tuttavia non furono rinvenuti neppure i crateri delle esplosioni.
In considerazione del maltempo, pur restando a bordo 2 bombe incendiarie, il sommergibile decise di non effettuare una terza missione di bombardamento, dedicandosi alla guerra al traffico navale. Il sommergibile silurò ed affondò le navi cisterna SS Camden e SS Larrey Doheny, quindi fece rotta verso la propria base. Sulla rotta di rientro per il Giappone, l'I-25 affondò il sommergibile sovietico L-16, in rotta di trasferimento fra Dutch Harbor e San Francisco e successivamente al canale di Panama, confondendolo con un sommergibile statunitense.
I due attacchi effettuati nell'Oregon da Nobuo Fujita nel settembre del 1942 furono gli unici due bombardamenti aerei subiti dal territorio continentale degli Stati Uniti nel corso della seconda guerra mondiale.
Fujita, al rientro dell'I-25 a Yokosuka fu accolto con grandi onori e considerato un eroe nazionale, dato che l'opinione pubblica e la propaganda giapponese videro i suoi raid sulle foreste dell'Oregon come la risposta al bombardamento di Tokio effettuato da Doolittle il 18 aprile 1942.

### Ultimi anni
Fujita continuò a servire l'aviazione imperiale della marina, principalmente in missioni di ricognizione, fino al 1944, quando fu trasferito all'addestramento dei kamikaze. Terminata la guerra aprì un negozio di ferramenta nella prefettura di Ibaraki, e più tardi lavorò in una fabbrica di cavi.
Fujita fu invitato a Brookings nel 1962, dopo che il governo giapponese si accertò che non venisse giudicato come un criminale di guerra; in realtà fu accolto nella cittadina statunitense come una star, e con una lettera di benvenuto firmata da J.F. Kennedy, all'epoca presidente degli Stati Uniti. Con un aereo da turismo ed un pilota messi a disposizione dalla cittadina, sorvolò nuovamente i luoghi che aveva bombardato 20 anni prima. In segno di amicizia, egli donò alla città statunitense la sua katana di famiglia, vecchia di 400 anni. Vergognandosi di quello che aveva fatto durante il conflitto, Fujita intendeva usare l'arma per praticare il seppuku (suicidio) in caso di accoglienza malevola. Anche se la città lo trattò con rispetto, la sua visita comportò tuttavia alcune controversie.
Impressionato dalla calda accoglienza, l'ex aviatore nipponico invitò tre studentesse della Brookings-Harbor High School a visitare il suo paese nel 1985, le quali una volta arrivate gli consegnarono una lettera dell'allora presidente Reagan, attestante "l'ammirazione per la sua gentilezza e generosità". Fujita ritornò a Brookings nel 1990, 1992 (quando piantò un albero nel luogo dove colpirono le bombe, in segno di pace) e 1995 (quando trasferì la sua katana dal municipio alla nuova libreria cittadina). Brookings lo ha anche nominato cittadino onorario prima della sua morte, avvenuta il 30 settembre 1997. Nell'ottobre del 1998, sua figlia Yoriko Asakura seppellì parte delle sue ceneri nel sito dello schianto delle bombe.